# Montceau-les-Mines
Montceau-les-Mines je mesto in občina v srednjevzhodnem francoskem departmaju Saône-et-Loire regije Burgundije. Leta 1999 je naselje imelo 20.634 prebivalcev.

## Geografija
Kraj leži v srednjevzhodni Franciji ob reki Bourbince in kanalu du Centre 63 km severozahodno od Mâcona, 114 km jugozahodno od Dijona.

## Administracija
Montceau-les-Mines je sedež dveh kantonov:
- Kanton Montceau-les-Mines-Jug (del občine Montceau-les-Mines, občina Saint-Vallier),
- Kanton Montceau-les-Mines-Sever (del občine Montceau-les-Mines).

Oba kantona sta sestavna dela okrožja Chalon-sur-Saône.

## Zgodovina
Kraj je prvikrat izpričan pod tem imenom leta 1266.

## Pobratena mesta
- Geislingen an der Steige (Nemčija);